# Burg Genkingen
Die Burg Genkingen ist neben der Burg Hohengenkingen und des sogenannten Steinhauses, eine Ortsburg, die dritte Burg auf Genkinger Gemarkung. Sie ist eine abgegangene Höhenburg nördlich vom Dorf Genkingen, einem Gemeindeteil von Sonnenbühl im Landkreis Reutlingen in Baden-Württemberg.
Über die Burg der niederadeligen Herren von Genkingen, die mehrfach in Schenkungsurkunden an das Kloster Zwiefalten genannt werden, ist nichts bekannt.

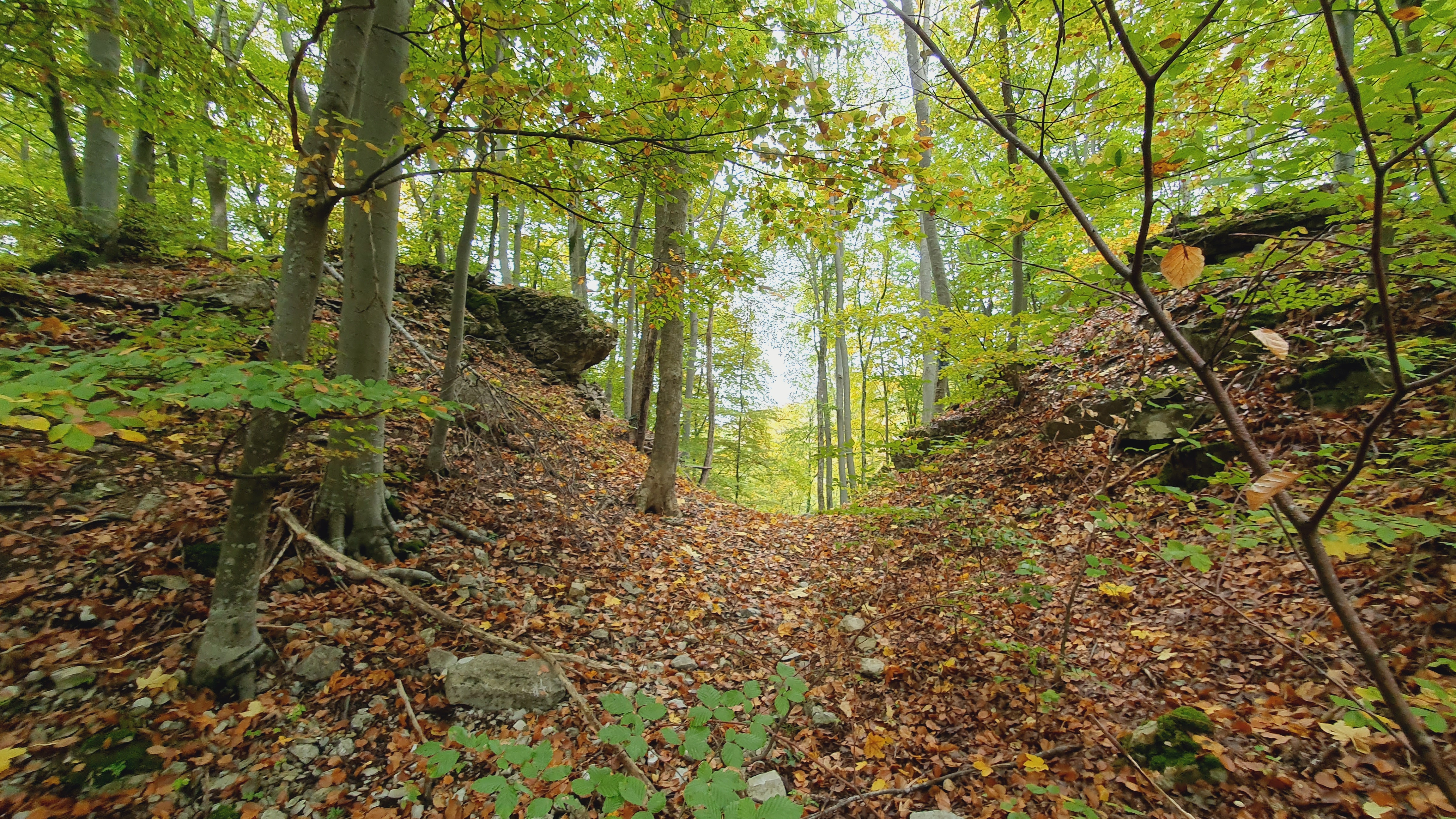
Halsgraben und Burgsporn
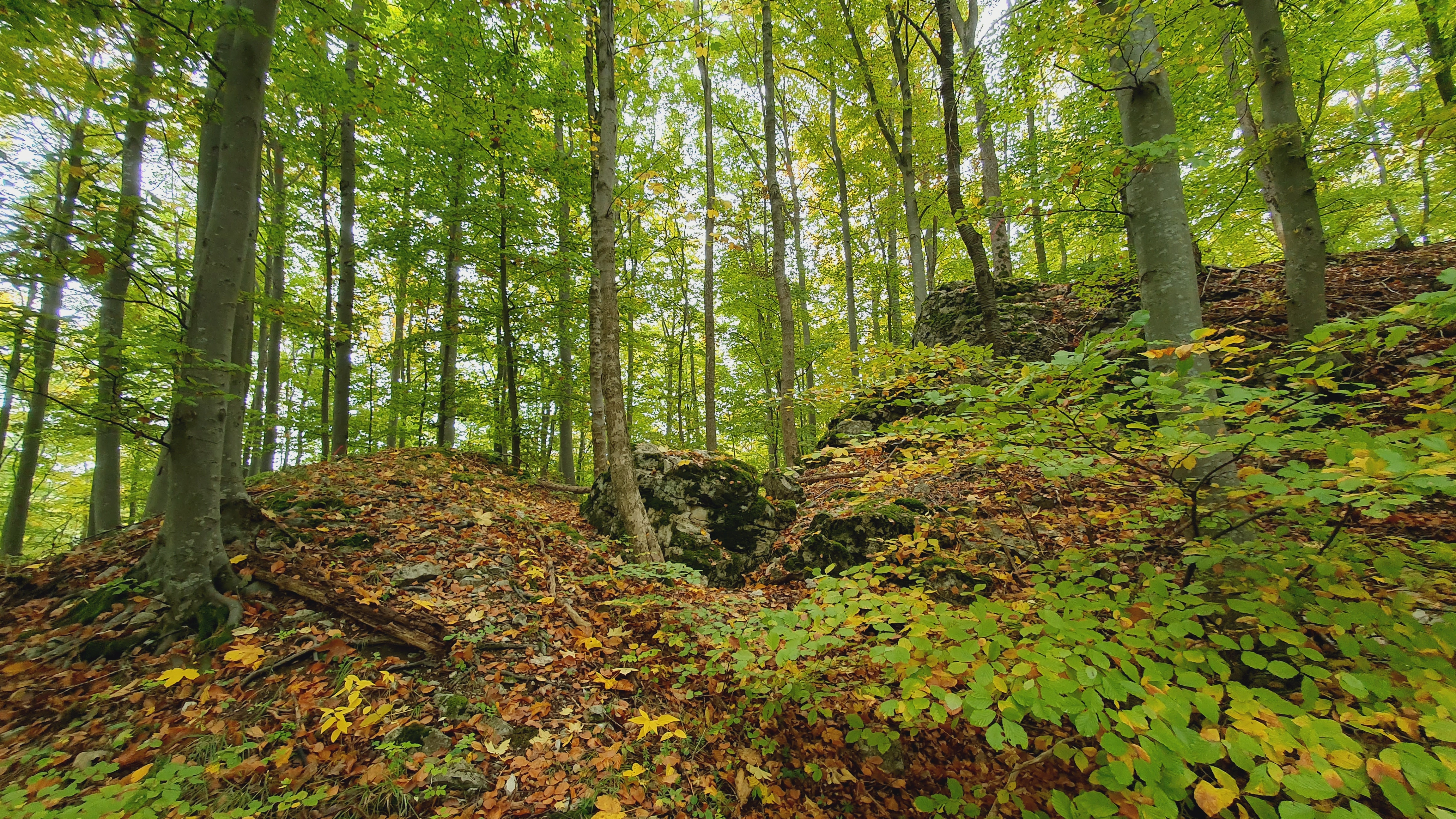
v.li.n.re.: Wall, Halsgraben mit Versturz und Burgfelsen
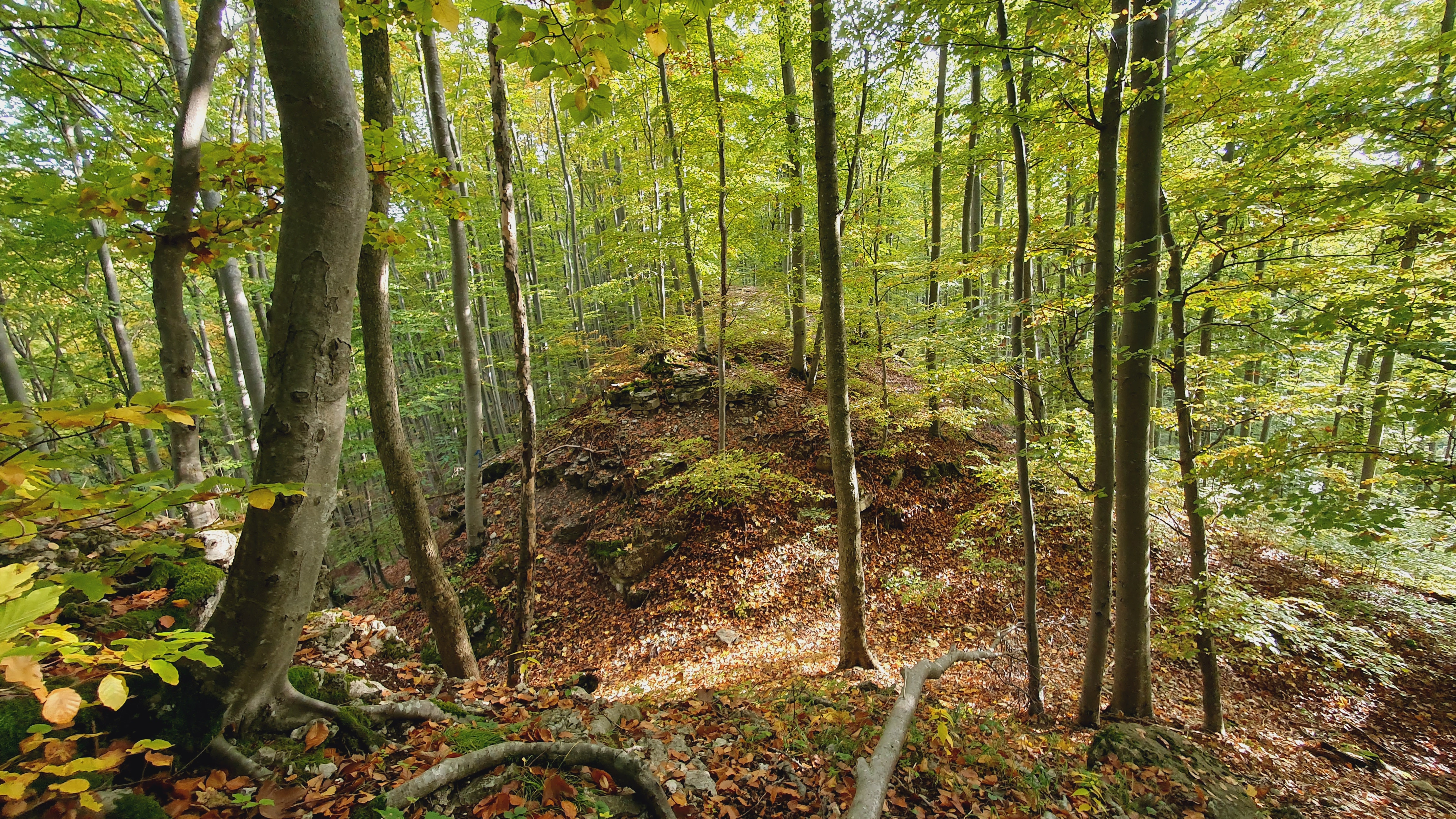
Blick vom Burgfelsen zurück in den Halsgraben